# نصير العيساوي
نصير كاظم عبيد عبيس العيساوي؛ سياسي عراقي شغل منصب وزير الصناعة والمعادن. ولد في 27 يناير 1975 في مدينة النجف. وهو عضو مجلس النواب العراقي للدورة الأولى 2006- 2011.

## الشهادات التخصصية
- بكالوريوس آداب - اللغة الإنكليزية \ جامعة الكوفة.
- ماجستير قانون- جامعة الكوفة.

## التدرج المهني
- عضو نقابة المعلمين.
- عضو نقابة المحاميين.
- عضو مجلس نواب البرلمان العراقي للدورة الأولى 2006- 2011.
- عضو مجلس النواب العراقي الدورة النيابية الثالثة.
- عضو لجنة مؤسسات المجتع المدني للدورة النيابية الأولى.

## وصلات خارجية
- الموقع الرسمي لوزارة الصناعة والمعادن العراقية